# Federico Carrizo
Federico Gastón Carrizo (Villa Giardino, Córdoba, Argentina; 17 de mayo de 1991) es un futbolista argentino que se desempeña en la posición de extremo. Su equipo actual es Cerro Porteño de la Primera División de Paraguay.

## Trayectoria

### Rosario Central
Debutó en primera división en un momento institucional y deportivo complicado para Rosario Central. 
Su primer partido fue ante Estudiantes por la decimoctava fecha del Torneo Clausura 2010 el 9 de mayo de 2010, con 18 años, donde su equipo empató 0 a 0. Ingresó a los 58 minutos en lugar de Diego Chitzoff. Formó parte del equipo titular que enfrentó a Vélez por la última fecha del torneo. Leonardo Madelon, entrenador de Central por ese entonces, colocó un equipo compuesto de suplentes y juveniles al estar ya sentenciado a jugar la promoción por la permanencia ante All Boys. Federico jugó los dos partidos de la promoción, ingresando desde el banco de suplentes en ambas ocasiones. Su equipo empató el primer encuentro 1 a 1 y perdió el segundo por 3 a 0 por lo que descendió a la Primera B Nacional.
Luego del descenso y con la llegada de Reinaldo Merlo como entrenador Carrizo no tuvo lugar en el equipo. Con Rivoira como nuevo director técnico volvió a tener rodaje, fue titular en la fecha 17 ante Gimnasia y Esgrima de Jujuy en Rosario donde Central perdió 1 a 0. A partir de ese encuentro Federico participó de todos los partidos, ya sea como titular o suplente, y anotó 3 goles: en la fecha 27 ante Ferro, en la fecha 34 ante Tiro Federal y en la fecha 36 ante Gimnasia en Jujuy.
En la temporada 2011/12 Carrizo comenzó siendo suplente en el equipo pero con el correr de los partidos se ganó su lugar como titular. Convirtió un gol en la fecha 12 ante Ferro en la victoria por 3 a 0 en el Gigante de Arroyito. 
Ese año, con Juan Antonio Pizzi jugó la mayoría de los partidos, sin embargo Central no pudo ganarle a San Martín de San Juan en la promoción y no pudo ascender a Primera División.
En la temporada 2012/13, con Miguel Ángel Russo como entrenador, jugó el primer partido ante Sarmiento de Junín y luego dejó de ser citado para los partidos. Pero ante los malos resultados y bajos rendimientos de varios jugadores, desde la fecha 13 ante Douglas Haig comenzó a ser tenido en cuenta por su entrenador. Ingresó como suplente en la mayoría de los partidos en los segundos tiempos para aprovechar su rapidez cuando los defensores rivales ya estaban cansados. Generalmente reemplazó a Diego Lagos y junto a él logró establecer el récord del cambio más realizado en la historia de Central. Convirtió 5 goles en la temporada, siendo el más destacado el tanto ante Crucero del Norte por la fecha 31: Central tuvo un tiro libre indirecto en el área chica de su rival a los 90 minutos del partido, Jesús Méndez simuló darle la pelota a Rafael Delgado y se la dio a Carrizo que logró marcar el gol de la victoria de su equipo a los 94 minutos. Al finalizar el torneo, Central terminó en el primer lugar de la tabla de posiciones y regresó Primera División.

### Boca Juniors
El 10 de julio de 2014, Boca Juniors hizo oficial la venta de Carrizo de Rosario Central que compró el 60% del pase del jugador, en un valor de 2 millones de euros. El 6 de agosto Federico Carrizo fue presentado junto a Andrés Chávez, Jonathan Calleri, José Pedro Fuenzalida, Marcelo Meli y Gonzalo Castellani oficialmente como nuevos jugadores de Boca Juniors, Pachi Carrizo le dieron a portar la camiseta " número 11 " del club.
El 10 de agosto en el arranque del Torneo Transición Boca Juniors haría su presentación enfrente a Newell's Old Boys en lo que fue una derrota por 1-0. En la segunda fecha del certamen Federico Carrizo sería unos de los mejores jugadores de Boca Juniors fue el que asistió tirando centro para el gol de cabeza de Emmanuel Gigliotti en el triunfo sobre la hora por 1-0 contra Belgrano de Córdoba. En la 9º fecha de ese torneo, frente a Quilmes, convertiría su primer gol con la camiseta de Boca, que a la postre, serviría para que el Xeneize gane ese encuentro por 1-0 en la Bombonera. En ese Torneo Transición 2014, el "Pachi" jugaría todos los partidos, marcando un gol y dando seis asistencias. También jugó cinco encuentros por la Copa Sudamericana 2014, sin goles ni asistencias.
Durante el primer semestre de 2015, Carrizo sería titular en la mayor parte de los encuentros que disputaría Boca Juniors. El 28 de enero de ese año, jugó 81 minutos del partido desempate por la clasificación a la Copa Libertadores 2015 frente a Vélez Sársfield, que el Xeneize ganaría 1-0 con un hermoso gol de Nicolás Colazo.
En el Campeonato Argentino 2015, Carrizo disputaría doce encuentros, otorgando dos asistencias y marcando sólo un gol, pero que sería muy importante: el 19 de abril de 2015, Boca derrotó como visitante a Lanús por 3 a 1, victoria que le sirvió al club de la ribera para acceder al primer puesto de la tabla junto a River Plate. El "Pachi", anotaría el empate transitorio luego de una definición de cabeza.
En la Copa Libertadores, el "Pachi" disputó cinco partidos, anotando un gol en la goleada 5-0 frente al Zamora FC de Venezuela, en La Bombonera, por fase de grupos. Boca caería en octavos de final frente a River Plate, luego de que el partido de vuelta fuera suspendido.
Por último, Carrizo jugó 58 minutos del partido por Treintaidosavos de final de la Copa Argentina 2014-15, donde Boca derrotó, con mucho sufrimiento a Huracán Las Heras, por 2-0.
De esta forma, y estando en el Cruz Azul de México, Carrizo se consagró campeón con el Xeneize del campeonato local y de la Copa Argentina.

### Cruz Azul
Llegó a préstamo como último refuerzo de La Máquina. Pero tras sólo jugar 4 partidos de liga y 4 de copa, dando una asistencia, regresó a Boca Juniors.

### Retorno a Boca Juniors
Regresó al Xeneize a principios de 2016 tras su préstamo en Cruz Azul. Se afianzó como titular del equipo, siendo pieza influyente en la Copa Libertadores 2016, jugando en gran nivel y hasta anotando un gol sobre la hora en La Paz, frente a Bolívar, que decretó el empate 1-1 (una derrota dejaba prácticamente eliminado a Boca). Un mes después volvería a convertirle al club boliviano en La Bombonera, para el triunfo 3-1. El "Pachi" volvería a ser clave en los cuartos de final de la copa, anotando el penal decisivo en la definición frente a Nacional de Uruguay. Tras la finalización del primer semestre, y con la llegada de Ricardo Centurión, Carrizo empezó a perder terreno y a ser relegado incluso del banco de los suplentes, a tal punto que disputó solo dos partidos de Copa Argentina y dos encuentros por Campeonato 2016-17.
A principios de 2017, y ante la falta de oportunidades, acordó y selló su vuelta a Rosario Central.

### Segunda etapa en Rosario Central
El 20 de febrero de 2017 se hace oficial su regreso al Canalla con un contrato hasta 2019. En 2018, conforma parte del plantel campeón de Rosario Central que obtuvo la Copa Argentina, siendo el volante izquierdo titular en la mayoría de los encuentros disputados.
En enero de 2019, Carrizo deja Rosario Central y es transferido a Cerro Porteño de Paraguay,terminó el Torneo Clausura 2019 de la Primera División de Paraguay como el máximo asistidor.

## Estadísticas

### Clubes
Actualizado hasta su último partido disputado el 3 de agosto de 2025.
| Club                            | Div.          | Temporada     | Liga  | Liga  | Liga   | Copas nacionales | Copas nacionales | Copas nacionales | Copas internacionales | Copas internacionales | Copas internacionales | Total | Total | Total  |
| Club                            | Div.          | Temporada     | Part. | Goles | Asist. | Part.            | Goles            | Asist.           | Part.                 | Goles                 | Asist.                | Part. | Goles | Asist. |
| ------------------------------- | ------------- | ------------- | ----- | ----- | ------ | ---------------- | ---------------- | ---------------- | --------------------- | --------------------- | --------------------- | ----- | ----- | ------ |
| C. A. Rosario Central Argentina | 1.ª           | 2009-10       | 4     | 0     | 0      | —                | —                | —                | —                     | —                     | —                     | 4     | 0     | 0      |
| C. A. Rosario Central Argentina | 2.ª           | 2010-11       | 22    | 3     | 1      | —                | —                | —                | —                     | —                     | —                     | 22    | 3     | 1      |
| C. A. Rosario Central Argentina | 2.ª           | 2011-12       | 32    | 1     | 4      | 2                | 0                | 0                | —                     | —                     | —                     | 34    | 1     | 4      |
| C. A. Rosario Central Argentina | 2.ª           | 2012-13       | 29    | 5     | 3      | 1                | 0                | 0                | —                     | —                     | —                     | 30    | 5     | 3      |
| C. A. Rosario Central Argentina | 1.ª           | 2013-14       | 36    | 4     | 7      | —                | —                | —                | —                     | —                     | —                     | 36    | 4     | 7      |
| C. A. Boca Juniors Argentina    | 1.ª           | 2014          | 19    | 1     | 6      | 1                | 0                | 0                | 5                     | 0                     | 0                     | 26    | 1     | 6      |
| C. A. Boca Juniors Argentina    | 1.ª           | 2015          | 12    | 1     | 3      | 1                | 0                | 0                | 5                     | 1                     | 0                     | 18    | 2     | 3      |
| C. F. Cruz Azul · México        | 1.ª           | A-2015        | 4     | 0     | 0      | 4                | 0                | 1                | —                     | —                     | —                     | 8     | 0     | 1      |
| C. F. Cruz Azul · México        | Total club    | Total club    | 4     | 0     | 0      | 4                | 0                | 1                | 0                     | 0                     | 0                     | 8     | 0     | 1      |
| C. A. Boca Juniors Argentina    | 1.ª           | 2016          | 8     | 1     | 1      | 1                | 0                | 0                | 6                     | 2                     | 1                     | 15    | 3     | 2      |
| C. A. Boca Juniors Argentina    | 1.ª           | 2016-17       | 2     | 0     | 0      | 1                | 0                | 0                | —                     | —                     | —                     | 3     | 0     | 0      |
| C. A. Boca Juniors Argentina    | Total club    | Total club    | 41    | 3     | 10     | 4                | 0                | 0                | 16                    | 3                     | 1                     | 61    | 6     | 11     |
| C. A. Rosario Central Argentina | 1.ª           | 2016-17       | 16    | 4     | 1      | —                | —                | —                | —                     | —                     | —                     | 16    | 4     | 1      |
| C. A. Rosario Central Argentina | 1.ª           | 2017-18       | 24    | 0     | 6      | 3                | 1                | 2                | 1                     | 0                     | 0                     | 28    | 1     | 8      |
| C. A. Rosario Central Argentina | 1.ª           | 2018-19       | 12    | 0     | 0      | 4                | 0                | 0                | —                     | —                     | —                     | 16    | 0     | 0      |
| C. A. Rosario Central Argentina | Total club    | Total club    | 175   | 17    | 22     | 10               | 1                | 2                | 1                     | 0                     | 0                     | 186   | 18    | 24     |
| Cerro Porteño Paraguay          | 1.ª           | 2019          | 30    | 6     | 12     | —                | —                | —                | 10                    | 1                     | 2                     | 40    | 7     | 14     |
| Cerro Porteño Paraguay          | 1.ª           | 2020          | 27    | 1     | 6      | —                | —                | —                | 4                     | 1                     | 0                     | 31    | 2     | 6      |
| Cerro Porteño Paraguay          | 1.ª           | 2021          | 28    | 3     | 0      | —                | —                | —                | 6                     | 0                     | 0                     | 34    | 3     | 0      |
| C. A. Peñarol · Uruguay         | 1.ª           | 2022          | 9     | 0     | 2      | —                | —                | —                | 4                     | 1                     | 0                     | 13    | 1     | 2      |
| C. A. Peñarol · Uruguay         | Total club    | Total club    | 9     | 0     | 2      | 0                | 0                | 0                | 4                     | 1                     | 0                     | 13    | 1     | 2      |
| Cerro Porteño Paraguay          | 1.ª           | 2022          | 20    | 3     | 3      | —                | —                | —                | —                     | —                     | —                     | 20    | 3     | 3      |
| Cerro Porteño Paraguay          | 1.ª           | 2023          | 40    | 5     | 9      | 1                | 0                | 0                | 10                    | 1                     | 2                     | 51    | 6     | 11     |
| Cerro Porteño Paraguay          | 1.ª           | 2024          | 41    | 1     | 9      | 2                | 0                | 0                | 8                     | 2                     | 0                     | 51    | 3     | 9      |
| Cerro Porteño Paraguay          | 1.ª           | 2025          | 22    | 5     | 2      | —                | —                | —                | 9                     | 2                     | 1                     | 31    | 7     | 3      |
| Cerro Porteño Paraguay          | Total club    | Total club    | 208   | 24    | 41     | 3                | 0                | 0                | 47                    | 7                     | 5                     | 258   | 31    | 46     |
| Total carrera                   | Total carrera | Total carrera | 437   | 44    | 75     | 21               | 1                | 3                | 68                    | 11                    | 6                     | 526   | 56    | 84     |
| 1. 2.                           |               |               |       |       |        |                  |                  |                  |                       |                       |                       |       |       |        |

## Palmarés

### Campeonatos nacionales
| Título             | Equipo                | País      | Año     |
| ------------------ | --------------------- | --------- | ------- |
| Primera B Nacional | C. A. Rosario Central | Argentina | 2012-13 |
| Primera División   | C. A. Boca Juniors    | Argentina | 2015    |
| Copa Argentina     | C. A. Boca Juniors    | Argentina | 2015    |
| Primera División   | C. A. Boca Juniors    | Argentina | 2016-17 |
| Copa Argentina     | C. A. Rosario Central | Argentina | 2018    |
| Primera División   | Cerro Porteño         | Paraguay  | A-2020  |
| Primera División   | Cerro Porteño         | Paraguay  | C-2021  |